# Antonio Bonelli
Antonio Bonelli (* 13. Januar 1979 in Benevento) ist ein italienischer Volleyball-Trainer.

## Spielerlaufbahn
Antonio Bonelli wuchs in Konstanz auf, wo ihn der Rektor seiner Grundschule zum Volleyball brachte. Der gelernte Bauzeichner und Marketingspezialist spielte aktiv Volleyball in der 2. Deutschen Volleyball-Bundesliga mit der FT 1844 Freiburg und beim VC Offenburg.

## Trainerlaufbahn
Seine Trainerkarriere begann er 1997 beim USC Konstanz in der Frauen-Bezirksliga. 2001 ging er als Spielertrainer zur USC Freiburg. 2002 war er ein Jahr Jugendtrainer beim VC Offenburg, bevor er als Jugendtrainer nach Freiburg zurückkehrte. 2003 wurde er als Co-Trainer mit der Südbaden-Auswahl Jahrgang 1987/88 (u. a. mit Markus Steuerwald, Thilo Späth und Marvin Klass) Zweiter beim Bundespokal. Von 2009 bis 2011 war er Trainer des Regionalligateams beim USC Konstanz. Seine längste Tätigkeit dauerte von 2011 bis 2018 beim TV Radolfzell, mit dem er, nach dem Durchmarsch von der Landesliga mit 4 Meisterschaften in Folge, in den Spielzeiten 2016/17 und 2017/18 in der Dritten Liga antrat. Seit Mai 2019 ist Bonelli Cheftrainer bei den Baden Volleys SSC Karlsruhe und stieg in der Spielzeit 2022/23 als Meister und Titelverteidiger in die 1. Bundesliga auf. Im Januar 2025 wurde bekannt, dass er nach der Saison 2024/45 bei den Karlsruhern aufhören wird. Nach dem Ende der Saison wechselte Bonelli zum Schweizer A-Nationallisten TSV Jona Volleyball. Seitdem agiert er auch als Berater des deutschen Bundesligisten ASV Dachau.